# ローン郡 (テネシー州)
ローン郡（英: Roane County）は、アメリカ合衆国テネシー州の郡である。人口は5万3404人（2020年） 。郡庁所在地はキングストンであり、同郡で人口最大の都市はハリマンである。
ローン郡はハリマン都市圏に属しており、さらにノックスビル・セビアビル・ラフォレット広域都市圏を構成している。郡内で幾つかの映画が撮影された。

## 地理
アメリカ合衆国国勢調査局に拠れば、郡域全面積は395平方マイル (1,020 km2)であり、このうち陸地361平方マイル (930 km2)、水域は34平方マイル (88 km2)で水域率は8.61%である。

### 隣接する郡
- モーガン郡 - 北
- アンダーソン郡 - 北東
- ノックス郡 - 東[3]
- ラウドン郡 - 南東
- マクミン郡 - 南
- メグズ郡、レイ郡 - 南西
- カンバーランド郡 - 西

## 人口動態

2000人口ピラミッド

以下は2010年国勢調査による人口統計データである。
| 基礎データ - 人口: 54,181人 - 世帯数: 22,376 世帯 - 家族数: 15,450 家族 - 人口密度: 59人/km2（150人/mi2） - 住居数: 25,716軒 - 住居密度: 28軒/km2（71軒/mi2） 人種別人口構成 - 白人: 94.4% - アフリカン・アメリカン: 2.7% - ネイティブ・アメリカン: 0.3% - アジア人: 0.5% - 太平洋諸島系: 0.0003% - その他の人種: 0.17% - 混血: 1.6% - ヒスパニック・ラテン系: 1.3% 年齢別人口構成 - 18歳未満: 20.8% - 65歳以上: 18.6% - 年齢の中央値: 45歳 - 性比（女性100人あたり男性の人口） - 総人口: 96.6 - 18歳以上: 92.9 | 世帯と家族（対世帯数） - 18歳未満の子供がいる: 23.9% - 結婚・同居している夫婦: 53.8% - 未婚・離婚・死別女性が世帯主: 10.9% - 非家族世帯: 31.0% - 単身世帯: 26.9% - 65歳以上の老人1人暮らし: 12.2% - 平均構成人数 - 世帯: 2.39人 - 家族: 2.88人 収入と家計 - 収入の中央値 - 世帯: 33,226米ドル - 家族: 41,399米ドル - 性別 - 男性: 32,204米ドル - 女性: 22,439米ドル - 人口1人あたり収入: 18,456米ドル - 貧困線以下 - 対人口: 13.9% - 対家族数: 10.3% - 18歳未満: 18.8% - 65歳以上: 12.8% |

## 都市と町
- キングストン - 郡庁所在地
- オークリッジ
- ハリマン
- オリバースプリングス
- ロックウッド

### 未編入の町
- ミッドタウン
- テンマイル

### 廃村
- カーディフ